# Pokój w Akwizgranie (1668)

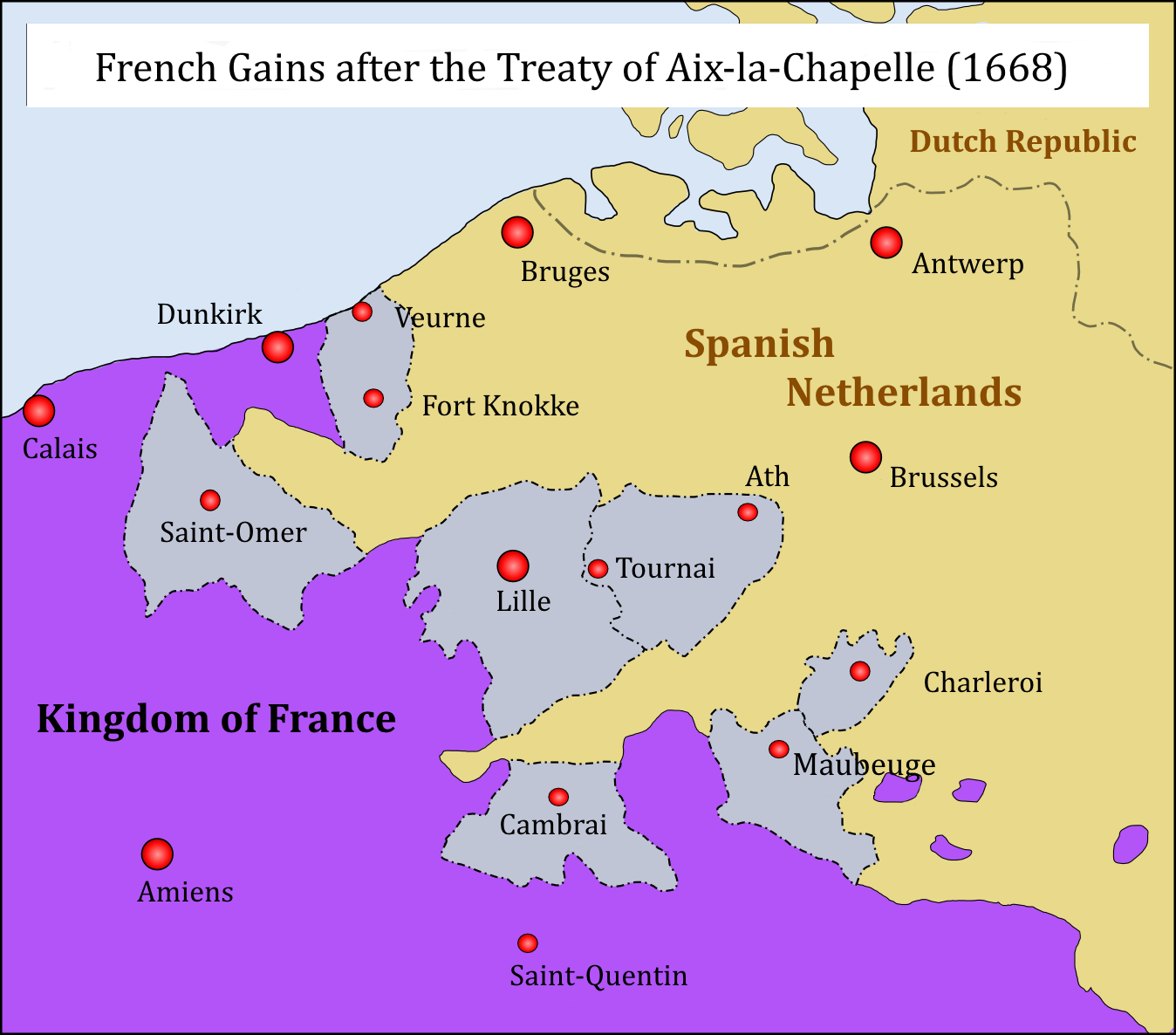
Nabytki terytorialne Francji po pokoju w Akwizgranie

Pokój w Akwizgranie – pokój zawarty w Akwizgranie 2 maja 1668 roku pomiędzy Hiszpanią a Francją, kończący tzw. wojnę dewolucyjną (1667–1668) o Flandrię. Pokojem akwizgrańskim Habsburgowie zapobiegli przejęciu całości Flandrii przez Francję, niemniej kraj ten otrzymał ważne twierdze (m.in. Lille) oraz francuskojęzyczną część regionu (z Lille i Douai), fragment części niemieckojęzycznej i terytoria w Hainaut (m.in. Charleroi). Traktat zapewnił pokój na cztery lata.